# Голя-Гуровська
Голя-Гуровська (пол. Gola Górowska) — село в Польщі, у гміні Гура Гуровського повіту Нижньосілезького воєводства.
Населення — 145 осіб (2011).
У 1975-1998 роках село належало до Лешненського воєводства.

## Демографія
Демографічна структура станом на 31 березня 2011 року:
|          | Загалом | Допрацездатний вік | Працездатний вік | Постпрацездатний вік |
| -------- | ------- | ------------------ | ---------------- | -------------------- |
| Чоловіки | 77      | 19                 | 50               | 8                    |
| Жінки    | 68      | 10                 | 35               | 23                   |
| Разом    | 145     | 29                 | 85               | 31                   |